# Paul Johnson (producent)
Paul Johnson (Chicago, 11 januari 1971 – Evergreen Park, 4 augustus 2021) was een Amerikaans deejay en producer. Hij werd met name bekend om zijn hits Get Get Down en Doo Wap.

## Biografie
Johnson raakte betrokken bij de housescene van zijn geboortestad Chicago in de jaren tachtig. In 1987 raakte hij zwaargewond bij een schietpartij. Hierdoor kwam hij in een rolstoel terecht. Dit belette hem niet om actief te worden in de muziek. Vanaf 1990 was hij als dj en producer actief in Chicago. In 1992 verschenen #1 en In The Kitchen, zijn eerste ep's. Daarna verschenen er met regelmaat singles met daarop stevige housemuziek. In 1995 maakte hij zijn debuutalbum Bump Talkin, dat meer een deephouse-geluid laat horen. Hij maakte in 1996 maar liefst drie albums. Feel The Music borduurde voort op de voorganger. The Other Side Of Me en Second Coming lieten een meer technogeluid horen. Hij werkte in 1996 ook samen met Armando op diens debuutalbum One World One Future. Daarna verscheen nog We Can Make The World Spin (1998), dat meer een allegaartje aan stijlen liet horen. In de jaren negentig werkte hij ook als Pilly P. samen met zijn neef Stacy Kidd. Samen maakte het tweetal een drietal ep's. Johnson vormde ook een inspiratiebron voor Daft Punk. Hij werd als zodanig aangehaald in het nummer Teachers.
In 1999 brak hij internationaal door met door de hit Get Get Down die op Defected Records verscheen. Het nummer stond op het album The Groove I Have (1999) en was gebaseerd op een sample uit het nummer Me and the gang van Hamilton Bohannon. In de zomer van dat jaar sloeg de plaat aan op diverse feesten. In het najaar wist de track zijn weg naar de radio en hitlijsten door te groeien. In clubs zorgde het voor een speciaal dansje. Veel veranderen aan zijn stijl deed hij echter niet. De basis voor een tweede hit maakte hij in 2002 met Doo Wop Wop, dat draaide om samples van Victim van Candi Staton, die ze overigens opnieuw kwam inzingen. Anderhalf jaar later bracht hij de track echter uit als Doo Wap met zangeres Chynna. Ook dit werd een hit. 
Nieuwe albums verschenen daarna niet meer, maar Johnson bleef actief met het uitbrengen van singles. Zijn gezondheid bleef na de schietpartij problematisch. In 2003 moest een van zijn benen worden afgezet. In 2010 verloor hij na een auto-ongeluk ook zijn andere been. Enkele dj's, waaronder Farley Jackmaster Funk, organiseerden een benefietavond om zijn zorgkosten te kunnen betalen,  Ook had hij te kampen met PTSD. Ondanks deze tegenslagen ging hij door met zijn werk. In een interview verklaarde hij daarover "Het crappy leven qua gezondheid, dat is niets. Het is hooguit een schaduw over wat ik doe, ik merk het niet eens, niemand merkt het. Alles draait om de muziek". In 2010 werkte hij samen met Pascal F.E.O.S. aan het nummer Girlfunk.
In de zomer van 2021 liep Johnson COVID-19 op. Hierdoor kwam hij op de Intensive care terecht. Zijn fans hield hij via foto's en filmpjes op Instagram op de hoogte over zijn status. Die ging steeds verder achteruit en kwam aan de beademing terecht. Op 4 augustus 2021 overleed Johnson op vijftigjarige leeftijd aan de gevolgen van de ziekte.

## Discografie

### Singles
| Single met hitnotering(en) in de Vlaamse Ultratop 50 | Datum van verschijnen | Datum van binnenkomst | Hoogste positie | Aantal weken | Opmerkingen |
| ---------------------------------------------------- | --------------------- | --------------------- | --------------- | ------------ | ----------- |
| Get Get Down                                         | 1999                  | 09-10-1999            | 27              | 8            |             |
| Doo Wap                                              | 2003                  | 31-01-2004            | 30              | 9            | met Chynna  |

| Single met eventuele hitnotering(en) in de Nederlandse Top 40 | Datum van verschijnen | Datum van binnenkomst | Hoogste positie | Aantal weken | Opmerkingen |
| ------------------------------------------------------------- | --------------------- | --------------------- | --------------- | ------------ | ----------- |
| Get Get Down                                                  | 1999                  | 18-09-1999            | 3               | 11           |             |

- International Standard Name Identifier: 0000 0000 7590 8188
- MusicBrainz: 07065c90-1519-4bd9-8259-9872f3c9a776
- Istituto Centrale per il Catalogo Unico: SBNV098394
- Système universitaire de documentation: 159839920
- Virtual International Authority File: 106380895